# 하이드 지킬, 나
《하이드 지킬, 나》는 2015년 1월 21일부터 2015년 3월 26일까지 SBS에서 방영된 드라마 스페셜이다. 원작은 이충호 작가의 웹툰 《지킬박사는 하이드씨!》이다.

## 줄거리
어릴 때 겪은 끔직한 사고로 인한 트라우마로 외출도 하지 않고 일 외에는 아무것도 하지 않는 차가운 까칠남 '지킬'과 남을 돕는 게 성격인 달콤한 순정남 '하이드'의 전혀 다른 두 인격과 사랑에 빠진 한 여자의 달콤 발랄한 삼각 로맨스를 다룬 로맨틱 코미디 드라마.

## 등장인물

### 주요 인물
- 현빈 : 구서진(30대 초반) 역 (아역 박하준, 최수한) - 테마파크 원더랜드 상무
- 한지민 : 장하나(20대 중반) 역 (아역 허정은, 현승민) - 원더서커스 단장
- 현빈 : 로빈(30대 초반) 역 - 웹툰작가, 서진의 제2인격
- 성준 : 윤태주(이수현)(30대 초반) 역 (아역 이수혁) - 최면 전문의
- 이혜리 : 민우정(20대 초반) 역 - 대학생

### 구서진의 주변 인물
- 이승준 : 권영찬(30대) 역 - 서진의 비서
- 한상진 : 류승연(30대 중반) 역 - 원더그룹 호텔 상무, 서진의 고종사촌형
- 신은정 : 강희애 역 - 정신의학 박사, 최면 전문의
- 이덕화 : 구명한(60대 후반) 역 - 원더그룹 회장, 서진의 아버지
- 김도연 : 한주희(60대 초반) 역 - 서진의 어머니, 명한의 아내
- 곽희성 : 성석원(30대) 역 - 서진의 수행경호팀장
- 이세나 : 최서희(20대 중반) 역 - 원더그룹 회장실 비서
- 이준혁 : 나무진(30대 초반) 역 - 강남경찰서 형사
- 이영란 : 구명희 역 - 류승연의 어머니
- 현빈 : 테리 역 - 서진의 제3인격

### 장하나의 주변 인물
- 문영동 : 박희봉(50대) 역 - 원더서커스 단원
- 이원근 : 이은창(20대 초반) 역 - 원더 서커스 무대감독
- 오나라 : 차진주(20대 후반) 역 - 서커스단 직원

### 로빈의 주변 인물
- 맹상훈 : 민대표(50대) 역 - 우정출판사&우정북카페 대표

### 그 외 인물
- 황민호 : 안성근 역
- 진현광 : 유괴범 정만식 역
- 손종환 : 강남경찰서 수사반장 역
- 김경진 : 류승연의 의뢰로 서진을 감시하는 사람 역
- 강성진 : 원더서커스 부단장 역
- 정현석 : 강남경찰서 형사 역
- 김서경 : 구서진의 경호원 역
- 김지은 : 구명한 회장의 비서 역
- 민준현 : 기자 역
- 박원호 : 대학생 역
- 김익태
- 장문석
- 정찬성
- 정세형
- 정종우

### 특별출연
- 케이윌 : 라디오 DJ 역

## 시청률
최저 시청률과 최고 시청률은 시청률 조사회사와 지역별로 시청률에 차이가 있을 수 있습니다.
| 2015년      | 2015년      | 2015년         | 2015년       | 2015년         | 2015년       |
| 회차        | 방송일      | TNmS 시청률    | TNmS 시청률  | AGB 시청률     | AGB 시청률   |
| 회차        | 방송일      | 대한민국(전국) | 서울(수도권) | 대한민국(전국) | 서울(수도권) |
| ----------- | ----------- | -------------- | ------------ | -------------- | ------------ |
| 제1회       | 1월 21일    | 10.2%          | 13.2%        | 8.6%           | 9.6%         |
| 제2회       | 1월 22일    | 8.8%           | 11.7%        | 8.0%           | 8.6%         |
| 제3회       | 1월 28일    | 7.2%           | 8.5%         | 7.4%           | 8.6%         |
| 제4회       | 1월 29일    | 7.7%           | 8.6%         | 6.6%           | 7.1%         |
| 제5회       | 2월 4일     | 6.2%           | 6.6%         | 5.9%           | 6.3%         |
| 제6회       | 2월 5일     | 6.7%           | 6.8%         | 5.3%           | 5.4%         |
| 제7회       | 2월 11일    | 5.5%           | 5.6%         | 5.1%           | 5.2%         |
| 제8회       | 2월 12일    | 6.9%           | 7.7%         | 6.2%           | 7.0%         |
| 제9회       | 2월 18일    | 5.4%           | 5.7%         | 4.7%           | 5.0%         |
| 제10회      | 2월 19일    | 5.5%           | 5.6%         | 5.4%           | 5.3%         |
| 제11회      | 2월 25일    | 4.9%           | 5.7%         | 5.6%           | 6.4%         |
| 제12회      | 2월 26일    | 5.7%           | 6.1%         | 5.2%           | 5.6%         |
| 제13회      | 3월 4일     | 4.0%           | 4.3%         | 3.8%           | 4.1%         |
| 제14회      | 3월 5일     | 5.3%           | 5.4%         | 4.7%           | 4.6%         |
| 제15회      | 3월 11일    | 3.9%           | 4.5%         | 3.8%           | 3.2%         |
| 제16회      | 3월 12일    | 5.1%           | 5.5%         | 3.9%           | 3.5%         |
| 제17회      | 3월 18일    | 3.6%           | 4.5%         | 3.5%           | 3.9%         |
| 제18회      | 3월 19일    | 4.5%           | 5.3%         | 4.4%           | 3.3%         |
| 제19회      | 3월 25일    | 3.4%           | 3.6%         | 3.4%           | 3.6%         |
| 제20회      | 3월 26일    | 4.7%           | 5.6%         | 4.3%           | 4.6%         |
| 평균 시청률 | 평균 시청률 | 5.8%           | 6.5%         | 5.3%           | 5.6%         |

## 사운드 트랙

### Part.1
| #  | 제목                 | 작사         | 작곡           | 재생 시간 |
| -- | -------------------- | ------------ | -------------- | --------- |
| 1. | 〈Falling〉 (박보람) | 박세준, 한준 | 박세준, 이유진 | 4:32      |

### Part.2
| #  | 제목                        | 작사 | 작곡 | 재생 시간 |
| -- | --------------------------- | ---- | ---- | --------- |
| 1. | 〈Because Of You〉 (백지영) | VIP  | VIP  | 4:00      |

### Part.3
| #  | 제목            | 작사   | 작곡   | 재생 시간 |
| -- | --------------- | ------ | ------ | --------- |
| 1. | 〈품〉 (윤현상) | 윤현상 | 윤현상 | 3:37      |

### Part.4
| #  | 제목                           | 작사     | 작곡   | 재생 시간 |
| -- | ------------------------------ | -------- | ------ | --------- |
| 1. | 〈Wonderful World〉 (제이레빗) | 제이레빗 | 정다운 | 2:36      |

### Part.5
| #  | 제목                   | 작사 | 작곡 | 재생 시간 |
| -- | ---------------------- | ---- | ---- | --------- |
| 1. | 〈오직 너만〉 (김범수) | VIP  | VIP  | 3:37      |

### Part.6
| #  | 제목                                                   | 작사            | 작곡            | 재생 시간 |
| -- | ------------------------------------------------------ | --------------- | --------------- | --------- |
| 1. | 〈어쩌면, 어쩐지(Duet With 루시아)〉 (에피톤 프로젝트) | 에피톤 프로젝트 | 에피톤 프로젝트 | 3:53      |

### Part.7
| #  | 제목                     | 작사           | 작곡                   | 재생 시간 |
| -- | ------------------------ | -------------- | ---------------------- | --------- |
| 1. | 〈하이드 지킬〉 (스누퍼) | 송수윤, 민연재 | 한재호, 김승수, 이창현 | 4:12      |

## 동시간대 드라마
- KBS 수목드라마

《왕의 얼굴》 (2014년 11월 19일 ~ 2015년 2월 5일)
《고맙다, 아들아》 (2015년 2월 11일 ~ 2015년 2월 12일)
《착하지 않은 여자들》 (2015년 2월 25일 ~ 2015년 5월 14일)
- MBC 수목드라마

《킬미힐미》 (2015년 1월 7일 ~ 2015년 3월 12일)
《앵그리맘》 (2015년 3월 18일 ~ 2015년 5월 7일)

## 같이 보기
- 《킬미힐미》 - 다중인격을 다룬 드라마
- 웹툰을 원작으로 삼은 드라마 목록